# Ossifikation av skulderbladet

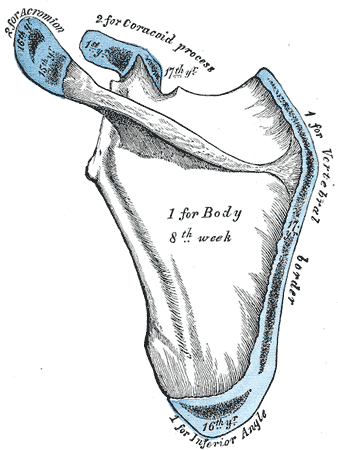
Skulderbladets sju ossifikationscentra.

Skulderbladet ossifieras utifrån sju eller fler centra: Ett för benets centrala delar, två för korpnäbbsutskottet (processus coracoideus), två för akromion (acromion), ett för den mediala kanten (margo medialis scapulae), ett för den nedre vinkeln (angulus inferior scapulae).
Ossifikationen inleds då fostret är omkring två månader gammalt genom bildningen av en fyrkantig, oregelbunden benplatta omedelbart bakom överarmsbenets (humerus) ledskål (cavitas glenoidalis). Denna platta växer därefter till att bilda huvuddelen av benet. Under tredje månaden börjar skulderkammen (spina scapulae) växa fram på den dorsala sidan.
Vid födseln är benbildningen färdig för stora delar av skulderbladet men cavitas glenoidalis, korpnäbbsutskottet, akromion, den mediala kanten och nedre vinkeln består fortfarande av brosk.
Femton till arton månader efter födseln inleds ossifikationen av korpnäbbsutskottets centrum. I femtonårsåldern avslutas benbildningen med att utskottet förenas med det övriga skulderbladet.
Benbildningen av skulderbladet slutförs mellan fjortonde och tjugonde levnadsåret i snabb följd, vanligen i följande ordning:
1. I korpnäbbsutskottets bas
2. nära akromions bas
3. vid den nedre vinkel och längs den intilliggande mediala kanten
4. i akromions laterala ände
5. längs med den mediala kanten.

Därefter bildas akromions bas som en utväxt på benkammen. Akromions två förbeningscentra sammanväxer för att sedan förenas med kammens utväxt. Korpnäbbsutskottets yttersta delar ossifieras från ett eget centrum med början under de tionde till elfte levnadsåret och förenas med det övriga skulderbladet vid sexton till arton års ålder.
Benbildningen av ledskålens övre tredjedel sker från ett separat centrum vid tio till elva års ålder och förenas med resten av skulderbladet vid sexton till arton års ålder. En platta framträder i ledskålens lägre del samtidigt som ett eget centrum visar sig i korpnäbbsutskottets yttersta spets. Dessa olika epifyser förenar sig med resten av benet i tjugofemårsåldern.